# فابيو ميغيل ريكو لوبيز
فابيو ميغيل ريكو لوبيز (10 يناير 1993 بلشبونة في البرتغال - ) هو لاعب كرة قدم برتغالي في مركز الوسط. لعب مع نادي بوافيشتا ونادي تونديلا ونادي فاماليساو ونادي فارنزي.

## وصلات خارجية
- فابيو ميغيل ريكو لوبيز على موقع قاعدة بيانات كرة القدم.إي يو (الإنجليزية)
- فابيو ميغيل ريكو لوبيز على موقع Soccerway.com (الإنجليزية)
- فابيو ميغيل ريكو لوبيز على موقع AS.com (الإسبانية)